# Dothideomycetes
Dothideomycetes er en klasse i Sæksvampe rækken.